# Iris Carmagnole
L’iris Carmagnole est une variété d'iris hybride. (Parents : 'Beverly Sills' × 'Sky Hooks').
- Catégorie : Grand Iris de Jardin (TB).
- Création : L. Anfosso (1989).
- Description : Iris rose soutenu et chaud à barbe rose mandarine ; très florifère, robuste et prolifique.
- Floraison : moyen.
- no  d'enregistrement : R89-179.
- Taille : 85 cm.